# Wiesław Nowak
Wiesław Nowak – polski śpiewak operowy (bas).
Absolwent Akademii Muzycznej w Krakowie (klasa profesor Heleny Łazarskiej, dyplom z wyróżnieniem 1983), W latach 1982–1988 i od 1992 solista Opery Krakowskiej. Śpiewał również w Teatrze Wielkim w Warszawie oraz w Operze Śląskiej w Bytomiu. Laureat konkursów wokalnych. 

## Wybrane partie operowe
- Angelotti (Tosca, Puccini)
- Doktor Grenvil (Traviata, Verdi)
- Don Basilio (Cyrulik sewilski, Rossini)
- Don Pasquale (Don Pasquale, Donizetti)
- Faraon i Ramfis (Aida, Verdi)
- Komandor i Leporello (Don Giovanni, Mozart)
- Książę Gremin (Eugeniusz Oniegin, Czajkowski)
- Mefisto (Faust, Gounod)
- Skołuba (Straszny dwór, Moniuszko)[2]

## Nagrody
- 1983: 29. Międzynarodowy Konkurs Wokalny w Tuluzie - III nagroda[3]
- 1984: 3. Ogólnopolski Konkurs Wokalistyki Operowej im. Adama Didura w Bytomiu – III nagroda[4]